# Seznam filmů o britských panovnících
Toto je seznam hraných filmů pojednávajících o britských panovnících. 
Poznámka: filmy jsou zde řazeny abecedně, panovníci pak chronologicky tak, jak vládli v historii za sebou.

## Eduard II
- Edvard II. (film) – britský film z roku 1991

## Jindřich II. Plantagenet
- Lev v zimě (film, 1968) – britský film režiséra Anthonyho Harveye podle stejnojmenné divadelní hry
- Lev v zimě (film, 2003) – americký film režiséra Andreje Končalovského (remake předchozího)

## Jindřich V. Plantagenet
- Král (film, 2019) – britsko-maďarsko-australský film režiséra Davida Michóda s Timothée Chalametem v titulní roli

## Jindřich VIII.
- Jindřich VIII. (film, 2003) – britský televizní film z roku 2003
- Králova přízeň – britský film z roku 2008

## Eduard VI.
- Princ a chuďas (film, 1971) – československý dvoudílný televizní film podle románu Marka Twaina z roku 1971, hlavní dvojroli hraje Roman Skamene, druhou hlavní roli Petr Kostka
- Princ a chuďas (film, 1937) – americký dobrodružný film podle románu Marka Twaina z roku 1937
- Princ a chuďas (film, 1990) – americký animovaný film z roku 1990
- Princ a chuďas (film, 2000) – britsko-maďarský pohádkový televizní film z roku 2000

## Alžběta I.
- Královna Alžběta (film, 1998) – koprodukční film z roku 1998
- Královna Alžběta (film, 2005) – britský televizní film z roku 2005
- Královna Alžběta: Zlatý věk – koprodukční film z roku 2007

## Viktorie
- Královna Viktorie (film, 1937) (Victoria the Great), britský film z roku 1937 režiséra Herberta Wilcoxe s Annou Neagle
- Královna Viktorie (film, 1954) alternativně také Mládí královny Viktorie (Mädchenjahre einer Königin), rakouský film z roku 1954 režiséra Ernsta Marischky s Romy Schneiderovou
- Královna Viktorie (film, 2009) (The Young Victoria), americko-britský film z roku 2009, režiséra Jeana-Marca Vallée s Emily Bluntovou
- Mädchenjahre einer Königin – německý film z roku 1936, královnu Viktorii zde hrála Jenny Jugo
- Paní Brownová – irsko-britsko-americký film z roku 1997, režie John Madden, starou královnu Viktorii zde hrála Judi Denchová
- Viktorie a Albert – britsko-americký televizní film z roku 2001, režie John Erman s Victorií Hamiltonovou
- Viktorie a Abdul – britsko-americký film z roku 2017, režie Stephen Frears, starou královnu Viktorii si zde zopakovala Judi Denchová

## Eduard VIII.
- Edward & Mrs. Simpson – britský televizní seriál z roku 1980

## Jiří VI.
- Králova řeč – britsko-australsko-americký film z roku 2010

## Alžběta II.
- Královna (film, 2006) – britský film o britské královně Alžbětě II. z roku 2006